# Plexippus clemens
Espèce
Plexippus clemens est une espèce d'araignées aranéomorphes de la famille des Salticidae.

## Répartition
Cette espèce se rencontre au Moyen-Orient, en Afrique du Nord, en Iran, au Pakistan, en Inde et en Chine.

## Description
La femelle holotype mesure 4,8 mm. Son céphalothorax est jaune mais s'assombrit vers la zone oculaire, dont les marges sont noires. Son abdomen est plus terne et on y distingue une bande centrale pâle. La zone oculaire du mâle est bien plus sombre et prolongé vers l'arrière par deux tâches. On retrouve sur son abdomen une bande centrale pâle mais encadrée par deux bandes latérales sombre.

## Systématique
L'espèce a été décrite en 1872 par Octavius Pickard-Cambridge sous le protonyme de Salticus clemens.
Plexippus clemens a pour synonymes :
- Plexippus similis Wesołowska & van Harten, 1994

- Plexippus tectonicus Prószyński, 2003

- Plexippus yinae Peng & Li, 2003

## Publication originale
- (en) Octavius Pickard-Cambridge, « General list of the spiders of Palestine and Syria, with descriptions of numerous new species, and characters of two new genera », Proceedings of the Zoological Society of London, vol. 40, no 1,‎ 1872, p. 212-354